# Trigona cilipes
Trigona cilipes é uma abelha social da tribo meliponini.